# Francisco de Paula López de Castro
Francisco de Paula López de Castro (Sevilla, 2 de abril de 1771-ibídem, 16 de marzo de 1827), poeta y escritor español del Neoclasicismo.

## Biografía
Estudió Matemáticas en la Sociedad Económica de Sevilla, obteniendo algunos premios. Abandonó los estudios de Medicina para dedicarse al comercio. Muy aficionado a las letras, casi todas sus obras fueron leídas en la Academia de Letras Humanas de su ciudad natal, junto a poetas de más renombre que formaban la llamada Escuela poética sevillana como Manuel María de Arjona, Alberto Lista, Félix José Reinoso, José María Roldán, Fernando Blanco (hermano de José María Blanco White), Francisco Núñez y Díaz, Manuel María del Mármol, Eduardo Vácquer, Joaquín María Sotelo, Key, Vadillo, Manuel López Cepero, Justino Matute y Gaviria, Félix María Hidalgo, Jacobo Vicente Navarro, José Álvarez Santullano y José Marchena, que publicaban en el quincenal Correo Literario y Económico de Sevilla (1803- 1808). Leyó en la misma dos Elogios, uno de Pelayo, primer rey de Asturias (1804), y otro de Fernando III el Santo ambos, según Lista, modelos de corrección y elocuencia. Manuel José Quintana incluyó tres piezas suyas en el tercer volumen de sus Poesías selectas castellanas... (1830). También escribió una novela, El fiel amigo, de intención moral, de la que hay edición moderna de Pilar Amo Raigón (UNED, 1999). Muchas de sus obras permanecen aún inéditas. Afligido por la pobreza, y falto de medios para aliviar la suerte de su familia, falleció en Sevilla un 16 de marzo de 1827.

## Fuente
- Manuel José Quintana, Poesías selectas castellanas, 1830.
- Ángel Lasso de la Vega y Argüelles, Historia y juicio crítico de la Escuela poética sevillana en los siglos XVIII y XIX. Madrid: Imprenta de Manuel Tello, 1976

- Datos: Q5484163